# Estação Domodedovskaia
Domodedovskaia (em russo:  Домодедовская) é uma das estações da linha Zamoskvoretskaia (Linha 2) do Metro de Moscovo, na Rússia. Estação «Domodedovskaia» está localizada entre as estações «Krasnogvardeiskaia» e «Orekhovo».